# Mads Kamp Thulstrup
Mads Kamp Thulstrup (født 9. maj 1975) er en dansk filminstruktør. Han er uddannet fra Den Danske Filmskoles instruktørlinje i 2005. I 2008 havde han spillefilms debut med dokumentarfilmen ...og det var Danmark, som modtog en Gulddok for bedste lange dokumentarfilm. Han har ligeledes medvirket som instruktør til den danske tv-serie Bedrag (2016).